# Juzsno-Szahalinszk
Juzsno-Szahalinszk (oroszul: Ю́жно-Сахали́нск, japán: 豊原市, Toyohara) az Oroszország távol-keleti részén található Szahalini terület székhelye, Szahalin/Karafuto szigetének legnagyobb városa. 1882-ben alapították Vlagyimirovka néven, majd az 1905-ös orosz–japán háború után japán birtok lett Tojohara (豊原) néven, mai nevét pedig 1946-ban kapta, amikor a második világháború után a Szovjetunióé lett.
A japán uralom idején a város Toyohara kerületben, Toyohara prefektúrában (豐原支廳), Karafuto tartományban volt.
A város Korszakov/Ōtomari (大泊町) 42 km-re található.
Lakossága: 175 085 (2002); 181 728 fő (a 2010. évi népszámláláskor).

## Fekvése
A város a Szuszuja folyó (más néven: Fekete-folyó) partján, az északi szélesség 46,58 fokán és a keleti hosszúság 142,44 fokánál fekszik. Szahalin szigetének legnagyobb és egyetlen 100 000 lakost meghaladó települése. Moszkvától légvonalban 10 417 km távolságra helyezkedik el.

## A város története
Vlagyimirovka városát a cári gyarmati területnek számító Szahalinon alapították 1882-ben. Az orosz–japán háborút (1904–1905) lezáró portsmouth-i béke Szahalin déli felét Japánhoz csatolta. A város immár Tojohara néven (jelentése: "a termékenység völgye") a japán Karafuto prefektúra központja lett. A második világháború végén Szahalin japán fennhatóságú területeit a szovjet csapatok elfoglalták. A város tulajdonjoga visszaszállt a Szovjetunióra, innentől kezdve napjainkig a Juzsno-Szahalinszk nevet viseli.

## Gazdasága  és infrastruktúrája
Az olyan olajtársaságok, mint az Exxon Mobil és a Shell beruházásainak köszönhetően Juzsno-Szahalinszkban jelentős a gazdasági fejlődés: mindkét cég főhadiszállása itt van, bár tevékenységük elsősorban a sziget északi részét érinti.
Súlyos bírálatok érik azonban a szahalini politikai vezetést, amiért nem képviseli kellőképpen állampolgárai érdekeit. A jókora földgáz tartalékok és a beáramló beruházások ellenére ugyanis a regionális kormányzatnak nincs igazán kidolgozott stratégiai terve a természeti erőforrások nyújtotta lehetőségek kiaknázására, az ágazatra épülő szolgáltatások installálására. Az szahalini oblasztyban (oroszul: megye, közigazgatási egység) a legnagyobb a fiatalkorú bűnözés az Oroszországi Föderáció egészében. Az üzleti vállalkozások több mint 40%-a pedig veszteséges.

## Demográfiai és etnikai adatai
A lakosság túlnyomó része orosz, 12%-a koreai. A szigeten élő 43 000 fősre becsült koreai közösség közel fele él itt. Elenyésző lélekszámú a bennszülött kisebbség, mint például az ainu, a nyivh és az oroksz etnikum.

## Testvérvárosai
- Jencsi, Kína
- Anszan, Dél-Korea
- Aszahikava, Japán
- Hakodate, Japán
- Vakkanai, Japán